# Azucarella weyrauchi
Azucarella weyrauchi is een hooiwagen uit de familie Sclerosomatidae. De wetenschappelijke naam van Azucarella weyrauchi gaat terug op Roewer.